# Ostrowite, Nowomiejski
Ostrowite [ɔstrɔˈvitɛ] (tiếng Đức: Ostrowitt)  là một ngôi làng ở quận hành chính của Gmina Biskupiec, trong huyện Nowomiejski, Warmińsko-Mazurskie, ở miền bắc Ba Lan. Nó nằm khoảng 11 kilômét (7 mi)   phía tây nam Biskupiec, 20 km (12 mi) về phía tây của Nowe Miasto Lubawskie và 91 km (57 mi) về phía tây nam của thủ đô khu vực Olsztyn.